# Jane Seitz

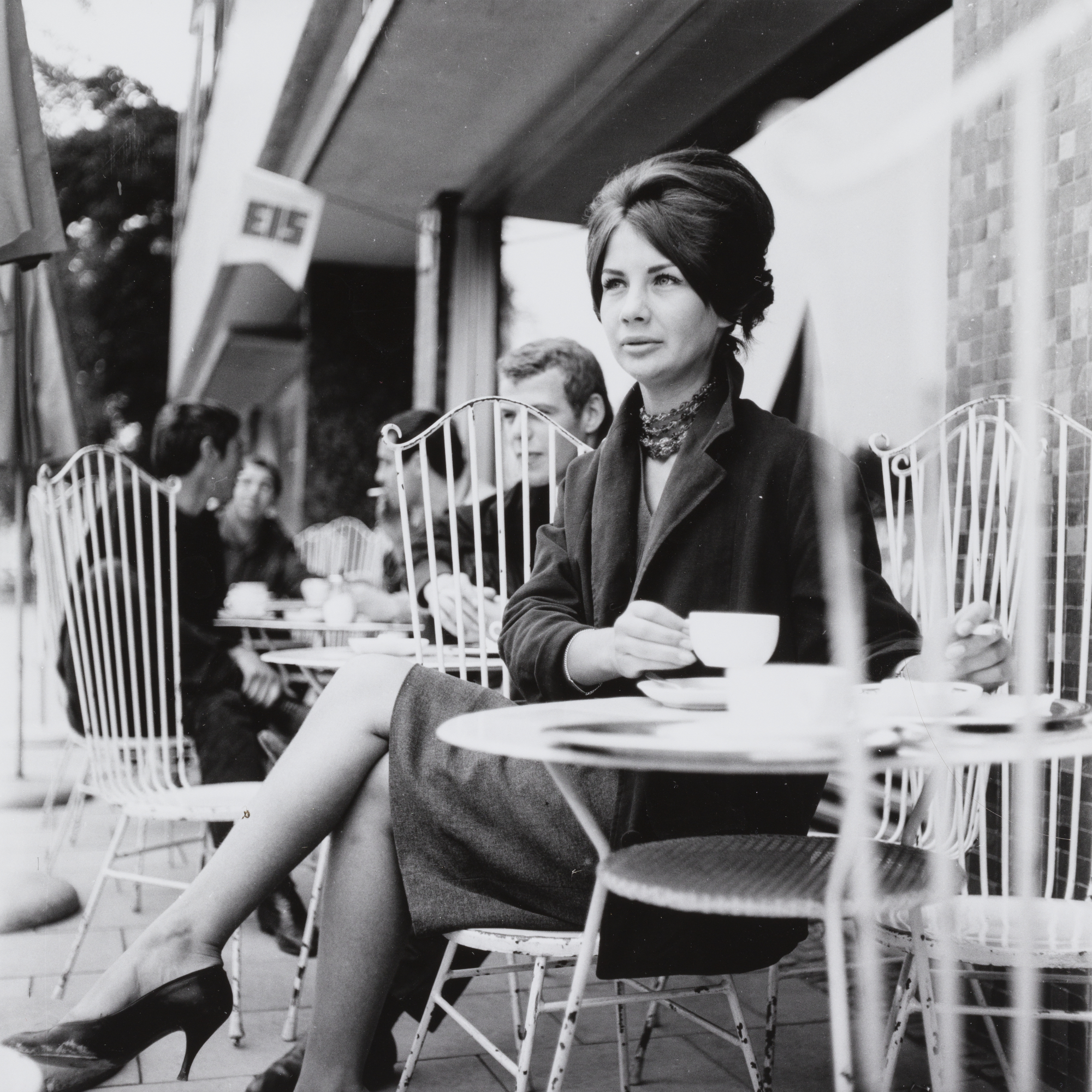
Jane Seitz vor einem Café sitzend (vor 1962)

Jane Seitz (eigentlich Juliane Sperr; * 17. August 1942; † 4. Januar 1988) war eine deutsche Filmeditorin.

## Leben und Wirken
Jane Seitz war für den Filmschnitt diverser Produktionen von Bernd Eichinger verantwortlich. Sie arbeitete als Schnittmeisterin auch für Hark Bohm, Paul Verhoeven, Roland Klick und andere Regisseure. Für ihre Arbeit an Der Name der Rose wurde sie 1987 für den italienischen Filmpreis David di Donatello nominiert.
Seitz beging im Alter von 45 Jahren Suizid. Sie hinterließ eine Tochter, Lisa Seitz.
Wolfgang Rihm vertonte 1988/89 den Text von Seitz’ damaligem Partner Wolf Wondratschek Mein Tod. Requiem in memoriam Jane S. für Sopran und Orchester. Sein Gedichtband Carmen oder Bin ich das Arschloch der achtziger Jahre ist ihr gewidmet. In dem Film Rossini – oder die mörderische Frage, wer mit wem schlief beruht die in die Haupthandlung eingewobene Nebengeschichte der Figur Valerie auf der realen Person der Editorin Jane Seitz.

## Filme
- 1964: Nachmittags (Kurzfilm)
- 1965: Die schwedische Jungfrau
- 1965: An der Donau, wenn der Wein blüht
- 1965: Die fromme Helene
- 1965: Die Flucht (Kurzfilm)
- 1966: Onkel Filser – Allerneueste Lausbubengeschichten
- 1967: Fast ein Held
- 1967: Wenn Ludwig ins Manöver zieht
- 1968: Bübchen (Der Kleine Vampir)
- 1968: Jagdszenen aus Niederbayern
- 1969: Der Kerl liebt mich – und das soll ich glauben?
- 1970: Der Bettenstudent oder: Was mach’ ich mit den Mädchen?
- 1970: Die Herren mit der weißen Weste
- 1970: Die Feuerzangenbowle
- 1970: Deadlock
- 1971: Der Paukenspieler
- 1971: Supergirl – Das Mädchen von den Sternen (TV)
- 1974: Supermarkt (Mitarbeit am Drehbuch)
- 1974: Die Verrohung des Franz Blum
- 1975: Das Mädchen Keetje Tippel (Katie Tippel)
- 1976: Der Fangschuß
- 1977: Die Eroberung der Zitadelle
- 1978: Moritz, lieber Moritz
- 1979: Mysteries
- 1979: Tiro – Ruf des Jägers
- 1979: Der Soldat von Oranien
- 1979: Die letzten Jahre der Kindheit
- 1980: Gibbi Westgermany
- 1980: Der Kandidat
- 1981: Christiane F. – Wir Kinder vom Bahnhof Zoo
- 1982: Comeback
- 1984: Die unendliche Geschichte
- 1985: Der Angriff der Gegenwart auf die übrige Zeit
- 1985: Kalt in Kolumbien (Regieassistenz)
- 1986: Auf immer und ewig
- 1986: Der Name der Rose
- 1986: Vermischte Nachrichten
- 1987: Felix

## Auszeichnungen
- 1987: Nominierung für den italienischen Filmpreis David di Donatello in der Kategorie Bester Schnitt für Der Name der Rose